# Stubica (miasto Vrbovsko)
Stubica – wieś w Chorwacji, w żupanii primorsko-gorskiej, w mieście Vrbovsko. W 2011 roku liczyła 53 mieszkańców.